# 弘仁、貞觀文化
弘仁・貞観文化（こうにん・じょうがんぶんか）是指日本史中，以弘仁・貞觀年間為中心的平安時代前期（大約公元9世紀）文化。這期間亦稱弘仁・貞觀時代。此外，從二十世紀末期開始，有關日本美術史的記述慢慢不再使用「弘仁・貞觀時代」，而代之曰「平安時代前期」。

## 特色
- 以平安京為中心的貴族文化，明顯受到晩唐文化的影響；
- 受天台宗、真言宗等影響，帶有很濃的佛教色彩；
- 為極大推動神佛習合的一個時期。

## 文學
漢詩文集
- 《凌雲集》：勅撰漢詩文集。
- 《文華秀麗集》：勅撰漢詩文集。
- 《經國集》：勅撰漢詩文集。
- 《性靈集》：空海所寫的漢詩經其弟子真濟編纂後的漢詩文集。
- 《菅家文草》：菅原道真編纂的漢詩文集。

史書
- 《類聚國史》：菅原道真編纂的勅撰史書。

文論
- 《文鏡秘府論》：基於空海所寫的漢詩文的評論書。

話語集
- 《日本靈異記》：由景戒編纂的佛教話語集。

## 建築

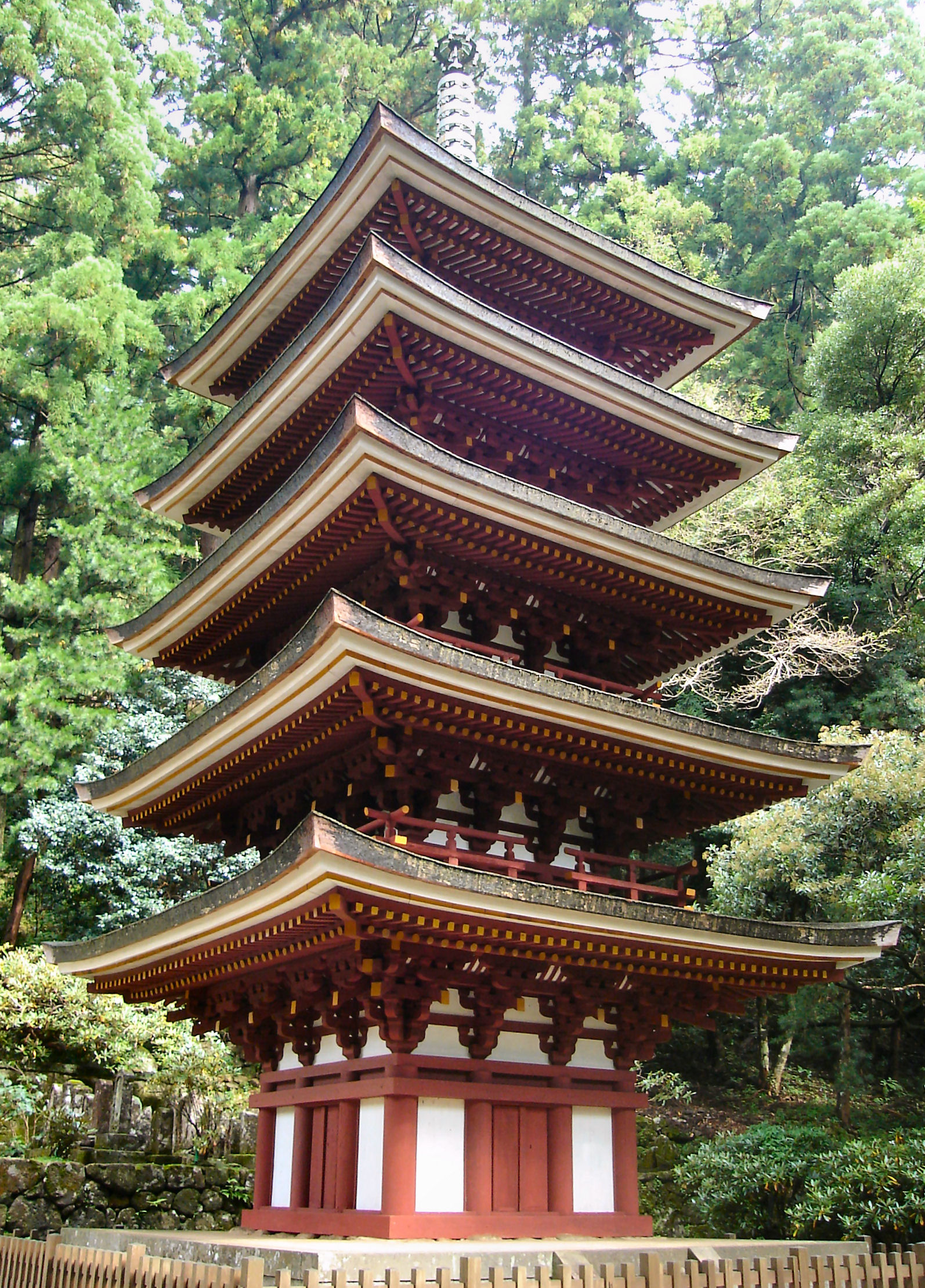
室生寺五重塔

像比叡山延暦寺及高野山金剛峯寺這些在山中興建的寺院開始變多，而跟位於飛鳥及平城京所建立的寺院有所不同的地方是其伽藍配置變得自由。另外，檜皮葺屋頂亦是一大特徴。
- 室生寺金堂・五重塔

## 彫刻
先前流行的金銅佛、乾漆造、塑造等佛像逐漸式微，木造成為主流，而一木造及能呈現衣物紋理的翻波式為當時的一大特徴。
- 元興寺藥師如来立像
- 觀心寺如意輪觀音坐像
- 室生寺彌勒堂釋迦如來坐像
- 法華寺十一面觀音立像
- 藥師寺僧形八幡神像

## 繪畫
很多是有關密宗的繪畫。
- 園城寺不動明王像（黄不動）
- 東寺兩界曼荼羅（通帥：真言院曼荼羅或西院曼荼羅）
- 神護寺兩界曼荼羅（通稱：高雄曼荼羅）

## 書道
空海、嵯峨天皇及橘逸勢合稱為三筆。
- 《風信帖》：由空海所寫。

## 教育
為向有力貴族的子弟提供教育，朝廷設立了大學別曹（私立寄宿設施），後來成為大學寮的附屬機構。而在大學別曹中，有和氣廣世創建的弘文院、藤原冬嗣創建的勸學院、橘嘉智子・橘氏公創建的學館院，以及在原行平創建的獎學院等。
在科目上，設置了教授儒學的明經道、教授中國史與漢文學的紀傳道、教授法律的明法道（舊稱律學）、以及教授數學的算道，其中紀傳道最受重視。
弘法大師空海所創建的綜藝種智院則為庶民提供教育機會。

## 關聯項目
- 嵯峨天皇
- 清和天皇
- 最澄
- 空海
- 橘逸勢
- 遣唐使
- 文章經國
- 日本科舉制度
- 大學寮

## 註腳
1. ↑  例如在山根有三監修的《日本美術史》（美術出版社、1977）中第109頁內，說明了由於使用「弘仁・貞觀」這些特定年號來代表這個時代是「不合適的」，所以「現在一般不會使用」。